# 4th Commando Brigade
Die 4th Commando Brigade war eine Spezialeinheit der Streitkräfte Biafras, die Anfang 1968 aufgestellt wurde.

## Geschichte
Die Brigade wurde im April 1968 auf Befehl des damaligen biafranischen Oberbefehlshabers Chukwuemeka Odumegwu Ojukwu aufgestellt und vom deutschen Söldner und ehemaligen Fremdenlegionär Oberstleutnant Rolf Steiner kommandiert. Einer seiner Stellvertreter war unter anderem ab Juli 1968 Major Taffy Williams. Steiner und Williams hatten sich ihre Aufgaben so geteilt, dass Steiner für die Führung und Stabsaufgaben der Brigade und Williams für die Durchführungen der Operationen und Gefechte verantwortlich war.
Die 4th Commando Brigade bestand anfangs aus etwa 3000 Freiwilligen und außer dem Führungspersonal fast ausschließlich aus Igbos. Die Brigade hatte fünf Bataillone und war als mobile Spezialeinheit ausgelegt. Sie war bei mobilen Sabotage- und Aufklärungseinsätzen sehr erfolgreich, scheiterte jedoch meist bei groß angelegten Zusammenstößen mit den gut ausgerüsteten und zahlenmäßig deutlich überlegenen Nigerianischen Streitkräften. Die Verluste waren dabei so hoch, dass die Ausbildung der neuen freiwilligen Rekruten zeitweise auf eine Woche reduziert werden musste. Trotz der Überlegenheit verzögerte Williams und seine Einheit beispielsweise im August 1968 den Vormarsch der nigerianischen Streitkräfte über den Imo River auf die Stadt Aba für drei Tage, bis ihnen die Munition ausging. Der Fall von Aba war eine der blutigsten Schlachten im Biafra-Krieg bei der Williams und Steiner nur knapp einer Gefangenschaft entgingen.
Nach Auseinandersetzung mit Ojukwu musste Steiner im November 1968 Biafra verlassen. Seine Nachfolge als Kommandeur der 4th Commando Brigade trat zunächst Taffy Williams an. Nach dem Scheitern der Operation Hiroshima am 29. November 1968 und nachdem Williams während dieser Operation sechs Soldaten wegen Befehlsverweigerung erschoss, ging das Kommando über die Brigade an die Igbo über, die sie einige Zeit später auflösten. Nachdem Steiner das Land verlassen musste, war Williams, unter anderem neben Friedrich Herz, einer der letzten vier weißen Söldner in den Streitkräften Biafras.

## Insignien
Die Soldaten der 4th Commando Brigade trugen grüne Barette und die Farben der französischen Fremdenlegion grün und rot. Das Motto der Brigade war „Honneur et Fidélité“ („Ehre und Treue“) und ihre Insignien ein Totenkopf.